# Raisinghnagar
Raisinghnagar è una suddivisione dell'India, classificata come municipality, di 27.707 abitanti, situata nel distretto di Ganganagar, nello stato federato del Rajasthan. In base al numero di abitanti la città rientra nella classe III (da 20.000 a 49.999 persone).

## Geografia fisica
La città è situata a 29° 32' 9 N e 73° 26' 57 E e ha un'altitudine di 159 m s.l.m..

## Società

### Evoluzione demografica
Al censimento del 2001 la popolazione di Raisinghnagar assommava a 27.707 persone, delle quali 14.962 maschi e 12.745 femmine. I bambini di età inferiore o uguale ai sei anni assommavano a 4.058, dei quali 2.189 maschi e 1.869 femmine. Infine, coloro che erano in grado di saper almeno leggere e scrivere erano 18.749, dei quali 11.128 maschi e 7.621 femmine.